# أذن الفأر المزروع
أذن الفأر المزروع (الاسم العلمي: Myosotis arvensis) هو نوع من النباتات يتبع جنس أذن الفأر من الفصيلة الحمحمية.